# Haemaphysalis formosensis
Haemaphysalis formosensis este o specie de căpușe din genul Haemaphysalis, familia Ixodidae, descrisă de Neumann în anul 1913. Conform Catalogue of Life specia Haemaphysalis formosensis nu are subspecii cunoscute.